# Phildar
Phildar est une marque française de prêt-à-tricoter appartenant à l'entreprise française Happywool, nom commercial de PP Yarns & Co, détenue par l'ancienne direction de Phildar et par la famille Mulliez. Elle a été une entreprise de prêt-à-porter féminin jusqu'en 2018.

## Historique

### Origines
En 1943, Gérard Mulliez (1906-1989), père du fondateur d'Auchan Gérard Mulliez, ouvre un magasin à Poitiers, nommé Les textiles d'art, qu'il renomme rapidement Au fil d'art. L'entreprise croît entre 1945 et 1950 ; elle se repose sur deux stades : la fabrication et la distribution. En 1950, l'entreprise emploie 1 400 salariés. Puis, en 1956 est créée la première franchise de la marque dans le Nord.
Lorsqu'Auchan fut créé à Roubaix en 1961, elle s'installe dans une ancienne usine de retordage de l'entreprise Phildar ; Gérard Mulliez avait refusé d'y installer ses bureaux pour que son fils installe ses premières gondoles. Alors que les premières années de l'enseigne de grande distribution sont difficiles, Phildar rétablit les comptes. Dans les années 1960, Gérard Deman, responsable du groupe se souvient qu'« on disait qu'à côté de chaque église, il y avait un magasin Phildar ».
En 1971, Phildar lance son premier magasin de prêt-à-porter féminin sous la marque Pimkie à Lille qui prendra son indépendance trois ans plus tard. En 1973, l'entreprise compte 3 000 salariés. Cependant avec le travail des femmes, le prêt-à-porter et le développement de la grande distribution, le tricot s'étiole ; Phildar diversifie ses activités. Elle produit des chaussettes, des bas collant, de la lingerie entre autres et crée de nouvelles enseignes Pimkie, Canelle, Grain de Malice, Xanaka, Phildar for Men. L’entreprise compte jusqu’à 2000 magasins franchisés dans les années 1970. Dans les années 1990, l'usine roubaisienne ferme.
Dans les années 2000, pour redonner envie à la nouvelle génération le plaisir de tricoter, Phildar lance le concept Prêt-à-tricoter, un kit complet avec patrons, pelotes de laine, aiguilles et accessoires.

### 2018: lancement dans le prêt-à-porter, puis procédure de sauvegarde
En 2018, Phildar se relance dans le prêt à porter.
Le mercredi 1er juillet 2020, l'entreprise est placée sous protection du tribunal de commerce de Lille Métropole en bénéficiant d’une procédure de sauvegarde.
Au 31 juillet 2020, date limite pour déposer une offre de rachat auprès du tribunal de commerce de Lille, quatre repreneurs potentiels se sont manifestés. Il s'agit de Mondial Tissus, de Kindy, d'une filiale de Krief Consulting et de Management, porté par le directeur actuel de Phildar.
Début septembre 2020, le tribunal de commerce de Lille indique examiner trois offres. Celle portée par l'actuelle direction prévoit un investissement de 8 millions d'euros pour numériser Phildar et conserverait quinze magasins sur la centaine actuelle dont huit succursales, soit 86 salariés (dont 61 au siège) sur les quelque 200 que comptent les effectifs. L'offre de Mondial Tissus comprend un investissement de 7 millions d'euros et conserverait seize magasins et 93 salariés, dont une quarantaine de personnes au siège. Enfin, l'offre de Kindy, portée par son PDG Salih Halassi et par Jérémie Nathan, ancien directeur général de Phildar, inclut la conservation de 27 magasins succursales, au moins 139 salariés et la conservation des magasins affiliés, « ce qui représente 50 emplois supplémentaires ». Un investissement de 4 millions d'euros sur trois ans est aussi prévu.

### 2020: reprise par la direction et des membres de la famille Mulliez
Le 22 septembre 2020, le tribunal de commerce de Lille décide de retenir le projet de reprise porté par l'actuelle direction et des membres de la famille Mulliez à travers la société « PP Yarns ». C'est donc l'offre qui prévoit de sauvegarder le moins d'emploi qui est retenue puisqu'au total, 125 postes seront supprimés. Comme le groupe Mulliez possède d'autres entreprises, des reclassements vont être proposés dans le cadre du PSE (RougeGorge, Grain de malice et Pimkie).
En termes stratégiques, la direction annonce qu'elle va recentrer les activités de Phildar sur l'offre de fil à tricoter et la laine au détriment du prêt-à-porter qu'elle souhaite abandonner. La continuité s’effectue par le biais d’une nouvelle structure nommée « PP Yarns & Co » puis par l’établissement de la marque « Happywool » en 2022, qui regroupe les laines de Phildar et Pingouin. Ce changement de nom accompagne une évolution juridique, puisque la structure prend le statut d'entreprise à mission institué par la loi Pacte. Les boutiques Happywool vendent aussi le prêt-à-porter Anny Blatt.

## Activité, rentabilité, effectif
|                                         | 2016    | 2017    | 2018    | 2019 |
| --------------------------------------- | ------- | ------- | ------- | ---- |
| Chiffre d'affaires en milliers d'euros  | 40 544  | 38 151  | 34 337  |      |
| Résultat net en milliers d'euros (+ou-) | - 1 414 | - 1 736 | - 3 652 |      |
| Effectif moyen annuel                   | 262     | 257     | 256     |      |

## Concept
Phildar dispose de 572 points de vente dont 44 établissements actifs (à fin octobre 2018).